# Giacinto Ghia

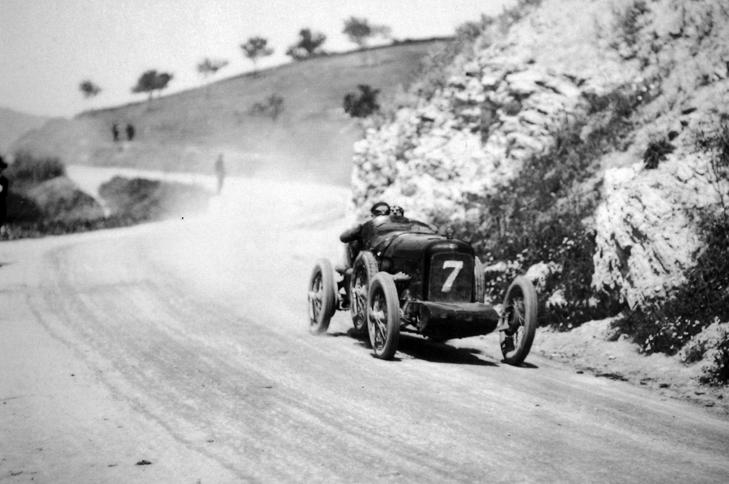
Giacinto Ghia w samochodzie Diatto 20, podczas wyścigu Targa Florio w roku 1921

Giacinto Ghia (ur. 18 września 1887 w Turynie, zm. 21 lutego 1944) – włoski projektant samochodów, założyciel firmy Ghia. Projektował karoserie dla włoskich firm - FIAT-a, Alfa Romeo i Lancii. Był też kierowcą testującym nowe samochody, dopóki nie został ciężko ranny w wypadku samochodowym w 1915. Po zniszczeniu zakładów Ghia w 1943 załamał się. Podjął jeszcze próbę ich odbudowy, lecz nie zdołał jej ukończyć umierając rok później na zawał serca.